# Адукор, Джоаким
Джоаким Адукор (англ. Joachim Adukor; род. 2 мая 1993, Тема, Большая Аккра) — либерийско-ганский футболист, полузащитник сборной Либерии.

## Карьера
В 2017 году стал игроком боснийского клуба «Сараево». Вместе с клубом стал чемпионом Боснии и Герцоговины.
В 2019 году подписал контракт с клубом «Диошдьёр».
В 2021 году перешёл в казахстанский клуб «Актобе».

## Достижения
«Сараево»
- Чемпион Боснии и Герцеговины: 2018/19

«Актобе»
- Серебряный призёр чемпионата Казахстана: 2022

## Клубная статистика
| Игровая карьера | Игровая карьера | Игровая карьера | Лига | Лига | Кубок | Кубок | Межд. | Межд. | Др. | Др. |
| --------------- | --------------- | --------------- | ---- | ---- | ----- | ----- | ----- | ----- | --- | --- |
| 2017/18         | Сараево         | А               | 20   | 2    | —     | —     | —     | —     | —   | —   |
| 2018/19         | Сараево         | А               | 15   | 1    | —     | —     | 4     | 0     | —   | —   |
| 2019/20         | Диошдьёр        | А               | 7    | 0    | —     | —     | —     | —     | —   | —   |
| 2020/21         | Сараево         | А               | 15   | 0    | 4     | 0     | —     | —     | —   | —   |
| 2021            | Актобе          | А               | 6    | 0    | —     | —     | —     | —     | —   | —   |
| 2022            | Актобе          | А               | 20   | 1    | 6     | 0     | —     | —     | —   | —   |